# Чани, Сьюзан
Сьюзан Чани (англ. Suzanne Ciani) (4 июля 1946) — американская исполнительница и композитор в стиле нью-эйдж.

## Биография
Среди всех «гранд-дам» электроники именно Сюзен Чиани добилась наибольшего признания и коммерческого успеха. На ее счету полтора десятка альбомов, четыре из которых номинировались на «Грэмми» в категории «лучший альбом в жанре new age». Однако наиболее интересен все же самый ранний период ее творчества.
Ее путь к электронике был вполне традиционным — магистерская степень по классу композиции в Беркли, увлечение генеративной музыкой, эксперименты с синтезаторами и общение с Доном Буклой. Но вот продолжение карьеры Чиани выбирает неожиданное. Вместо того чтобы тихо заниматься исследованиями на университетские гранты или в крупной корпорации, Сюзен покупает у Дона Буклы один из его модульных синтезаторов и основывает частную саунд-дизайнерскую компанию.
Чиани сочиняет музыку для рекламы (список ее клиентов выглядит весьма внушительно, от Coca-Cola до Columbia Pictures), но особенно преуспевает в звуковом оформлении видеоигр.
В семидесятые Чиани озвучивает практически всю продукцию компании Atari, которая в этот момент была лидером игровой индустрии. Поднаторев в саунд-дизайне, Сюзен подбирается и к музыкальной индустрии, но делает это через черный ход — снова в качестве саунд-дизайнера.
Чиани записывает звуковые эффекты к мегапопулярной танцевальной версии саундтрека к «Звездным войнам», которую записывает диско-продюсер Доменико Монардо, он же Meco.
Полноценная композиторская карьера Чиани начинается лишь пять лет спустя, в 1982-м, когда Сюзен выпускает свой первый и, пожалуй, лучший альбом «Seven Waves», образец мелодичной космо-электроники. Именно с этой пластинки, а также с выпущенного сравнительно недавно сборника саунд-дизайнерских работ «Lixivitation 1969—1985» и стоит начинать знакомство с ее музыкой.

## Награды
- 2006 — Победитель Napster Award: MOST PLAYED SELF-PUBLISHED ARTIST, United Kingdom
- 2006 — American Federation of Independent Music (Indie) Победитель — «Silver Ship»
- 2001 — MacDirectory Top Ten Award in recognition of Outstanding Vision, Leadership and Performance
- 2000 — National Academy of Recording Arts and Sciences Award for Excellence (Грэмми) номинант — «Turning»
- 1998 — American Federation of Independent Music (Indie) Номинант — «Turning»
- 1998 — American Federation of Independent Music (Indie) Номинант — «Suzanne Ciani and The Wave: LIVE!»
- 1997 — Lifetime Achievement Award (Granny) by the Women in Audio Section of the Audio и Engineering Society
- 1997 — National Academy of Recording Arts и Sciences Award for Excellence (Грэмми) номинант — «Pianissimo II»
- 1996 — National Academy of Recording Arts и Sciences Award for Excellence (Грэмми) номинант — «Dream Suite»
- 1992 — Keyboard Magazine Best New Age Keyboardist (Лучший нью-эйдж клавишник).
- 1991 — National Academy of Recording Arts и Sciences Award for Excellence (Грэмми) номинант — «Hotel Luna»
- 1988 — National Academy of Recording Arts и Sciences Award for Excellence (Грэмми) номинант — «Neverland»
- 1987 — National Academy of Recording Arts и Sciences (New York Chapter) Most Valuable Synthesizer Player Award
- 1985 — International Advertising Film Festival (Cannes) Bronze Lion Award for Excellence in Advertising

## Дискография

### Альбомы
- 1982 — Seven Waves (Private Music)
- 1984 — The Velocity of Love (Private Music)
- 1986 — Hotel Luna (Private Music)
- 1988 — Neverland (Private Music)
- 1989 — History of My Heart (Private Music)
- 1990 — Pianissimo [live] (Private Music)
- 1994 — Dream Suite (Seventh Wave)
- 1996 — Pianissimo, Vol. 2 (Seventh Wave)
- 1997 — Live [(Seventh Wave)] (Seventh Wave)
- 1999 — Turning (Seventh Wave)
- 2001 — Pianissimo, Vol. 3 (Seventh Wave)
- 2003 — Pure Romance (Seventh Wave)
- 2004 — Live [Blue Moon] (Blue Moon)
- 2005 — Silver Ship (Seventh Wave)
- 2007 — The Very Best of Suzanne Ciani (Special Asian Edition)

### Видео
- Natura Poetica

в 1997 г. на VHS (Image Entertainment)
в 2001 г. на DVD (Image Entertainment)
в 2008 г. на DVD (Seventh Wave)
- Suzanne Ciani and The Wave: LIVE!

в 1997 г. на VHS (Seventh Wave)
в 2002 г. на DVD (Seventh Wave)
- The Artist's Profile Suzanne Ciani

в 1998 г. на VHS (Ecliptic и Seventh Wave)
- Galapagos: A Musical Odyssey

в 2008 г. на DVD (Musica International)

### Книги
- 1991 — New Age Piano (Hal Leonard Corporation)
- 1995 — Dream Songs (Hal Leonard Corporation)
- 1999 — Turning (Hal Leonard Corporation)
- 2007 — The Best of Suzanne Ciani (Hal Leonard Corporation)